# Laura Fogli
Pour les articles homonymes, voir Fogli.
Laura Fogli, née le 5 octobre 1959 à Comacchio en Émilie-Romagne, est une ancienne athlète italienne spécialiste du fond. Elle a été deux fois vice-championne d'Europe du marathon.

## Palmarès

### Jeux olympiques
- Jeux olympiques 1984 à Los Angeles ( États-Unis)
  - 9e sur le marathon
- Jeux olympiques 1988 à Séoul ( Corée du Sud)
  - 6e sur le marathon

### Championnats du monde d'athlétisme
- Championnats du monde d'athlétisme de 1983 à Helsinki ( Finlande)
  - 6e sur le marathon

### Championnats d'Europe d'athlétisme
- Championnats d'Europe d'athlétisme de 1982 à Athènes ( Grèce)
  -  Médaille d'argent sur le marathon
- Championnats d'Europe d'athlétisme de 1986 à Stuttgart ( Allemagne de l'Ouest)
  -  Médaille d'argent sur le marathon